# 440
| 440                |
| ------------------ |
| Dødsfald - Fødsler |
|                    |

| Gregoriansk kalender | 440 CDXL                |
| Ab urbe condita      | 1193                    |
| Armensk kalender     | I/T                     |
| Kinesiske kalender   | 3136 – 3137 己卯 – 庚辰 |
| Etiopisk kalender    | 432 – 433               |
| Jødisk kalender      | 4200 – 4201             |
| Hindukalendere       |                         |
| - Vikram Samvat      | 495 – 496               |
| - Shaka Samvat       | 362 – 363               |
| - Kali Yuga          | 3541 – 3542             |
| Iransk kalender      | 182 BP – 181 BP         |
| Islamisk kalender    | 188 BH – 187 BH         |

Se også 440 (tal)

## Begivenheder
- Vandalerne erobrer Karthago.
- Omtrent på dette tidspunkt indkaldes de første Anlere, saksere og jyder af Vortigern som nybyggere i Britannien.

## Dødsfald
- 19. august: Pave Sixtus 3. dør